# Основно училище „Любен Каравелов“ (Горни Окол)
Основно училище „Любен Каравелов“ е училище в село Горни Окол.

## История
Предполага се, че килийно училище в село Горни Окол има още от началото на 60-те години на ХІХ век. То се е помещава в къщата на Никола Стамболски в центъра на селото и е разполагало с една класна стая, в която били подредени чиновете на учениците. Първият учител е Георги Михайлов от съседното село Долни Окол.
След Освобождението в 1878 година училището става светско, а къщата на Стамболски е благоустроена. Назначен е и един учител от І до ІV клас. До 1915 година в училището учат средно между 50 и 70 деца. През учебната 1915 – 1916 година учител тук е видният фолклорист, а по-късно и професор Васил Стоин
От 1923 до 1926 година е построена новата училищна сграда, която е полумасивна, на един етаж, с 4 класни стаи, канцелария и склад. През 1926 година е открита и прогимназиална образователна степен, в която са включени и ученици от съседното село Долни Окол.
През този период, във връзка с бързото нарастване на населението на нашата страна, на грамотността на българите и в частност на жителите на село Горни Окол и техните деца, се наблюдава и динамично увеличаване на броя на учениците в училището:
| Година | Брой на учениците |
| ------ | ----------------- |
| 1930   | 120               |
| 1936   | 180               |
| 1946   | 267               |

През 1963 година е открита нова двуетажна сграда на училището с 11 класни стаи, кабинети по математика и физика, физкултурен салон и работилница по трудово обучение. Открит е и 8 клас. В училището работят учители, които оставят трайна следа в живота на селото – Стоян Големинов – директор от 1946 до 1949 г.; Любен Гемеджиев – директор от 1949 до 1952 г., Цветана Алексиева; Димитър Атанасов – директор от 1952 до 1957 г.; Лазар Тренчев – директор от 1957 до 1963 г.; Михаил Чакъров – директор от 1963 до 1984 г.
След 1989 година броят на учениците драстично намалява. През 1994 година училището е слято с Основно училище „Св. св. Кирил и Методий“ (Широки дол) и няколко години по-късно е закрито.